# (31893) Rodriguezalvarez
(31893) Rodriguezalvarez est un astéroïde de la ceinture principale.

## Description
(31893) Rodriguezalvarez est un astéroïde de la ceinture principale. Il fut découvert le 29 mars 2000 à Socorro (Nouveau-Mexique) par le projet LINEAR. Il présente une orbite caractérisée par un demi-grand axe de 2,24 UA, une excentricité de 0,19 et une inclinaison de 8,2° par rapport à l'écliptique.

## Compléments